# Franc Osole (podobar)
Franc Osole, slovenski podobar in izdelovalec cerkvene opreme, * 26. marec 1857, Kamnik, † 9. maj 1907, Kamnik.

## Življenje in delo
Osole se je izučil pri podobarjih L. Goetzlu v Ljubljani in I. Oblaku v Celju. Eno leto je bil za pomočnika pri Oblaku, nato je delal pri raznih mojstrih, nazadnje  pri J. Tavčarju v Idriji (1875–1879), od koder se je vrnil v Kamnik in delal oltarje, prižnice, okvire za slike križevega pota in podobno. Postavil je oltarje za: cerkev sv. Ožbolta v Volčjem Potoku (1879), pri Ambrožu nad Šenturško Goro (1881), v Stiški vasi (župnija Cerklje), v Šmarci (1884), v podružnični kapeli sv. Nikolaja v Podgorju pri Kamniku, v Trzinu (oltar sv. Frančiška Ksaverija), pri frančiškanih v Kamniku (lurški oltar) in v Loki pri Mengšu. Kipe za oltarje je naročal pri Mateju Deželi v Idriji, J. Ternovcu v Polhovem Gradcu, nekatere pa tudi v Grödnu na Tirolskem, in jih sam večbarvno poslikal (polihromiral). 